# 中川万之丞
中川 万之丞（なかがわ まんのじょう、1838年5月19日 - 1912年5月25日）は、易者。喜多方市塩川町出身。

## 概要
農家の長男に生まれ、本名は惣三郎（武田惣角の３男時宗の幼名と同じ）、千葉県成田山新勝寺で修行、真言密教、湯殿山修験、九字護身法、呪法、易学、宿曜道、民間療法、天文暦法（独自の星座図）などに通じていた。幕末の会津藩士が出入りし、藩から名人呼称の万之丞の名前、銘刀の道辰・手柄山の短刀を与えられた。信者に治療と占いを無料で行い、勝手に置いた贈答品は欲しい人に与え、信者に独特の霊符も与えた。。初体面の客を顔を見ただけで、何の用向きかを察する霊視能力があった。子どもはいなかった。弟子は取らなかった。死去後は妹の子・幸吾が二代目万之丞を名乗り、初代の『呪法』霊符60種を記録した。。三代目はいなかった。
武田惣角研究家の高久達英（池月映）は、大東流合気柔術の祖・武田惣角は、万之丞に修験道の気合術（気合ノ術・合気ノ術）、同居の藩士御供番（藩主護衛役100石）佐藤金右衛門・忠孝（孫）から武芸十八般、会津藩御式内（柔術）を学んだ。明治２９年、武田の戸籍は失踪届になり、義弟に家督を譲り武術家になった。農民身分（明治戸籍）と自宅火災の借金返済に悩み、霊山神社宮司保科近悳に相談して大東流の流派名、歴史、和歌を与えられた。武田や流派が伝える伝承の師匠（渋谷東馬・榊原鍵吉・西郷頼母ら）は戦前の仮託（創作）であると否定している。この説は津本陽の小説にも取り入れられた。武田の先祖名武田国次などは村内親戚から借用したもので、西光寺墓誌の証拠がある。武田惣角の英名禄に、会津の警察署・軍隊・小野派一刀流道場で教えた形跡がない。会津坂下町郷土学習副読本の人物紹介（武田惣角）は池月映の大東流創始者に全面訂正された。しかし、大東流では渋谷・榊原・西郷に師事したとしており、中川の名は見えない。
池月映の調査によると、明治以降、小野派一刀流渋谷東馬は新政府の監視が厳しく剣術を教えていない。代わって師範代武田善十郎が教え、坂下警察署の師範代になった子孫の記録がある。同居の佐藤金右衛門は居合の先生として「武田惣角一代記」に紹介され、武田の原戸籍、子孫佐藤家の伝記『佐藤ノブの百年の歩み』は孫娘コンが武田の初婚の妻になり、テル・宗清を生んだ。保科近悳は身長140センチ程度で武術の達人の証拠ががない。秘術を伝授したという霊山寺は天台宗で、江戸時代以降修験や修験道場は存在していない。大東流合気武道本部代表者石橋義久は『大東流合気武道百十八カ条』で「武田時宗遺稿集」を引用し、真言密教、修験道の修行から究極の合気を体得したと説明した。流派の歴史は宗家師弟制度の壁、修験道口伝の掟もあり、過去の研究文献、人物事典、出版物の訂正などの難しい事情があり、ダブルスタンダードの見直しが必要である。
万之丞と武田が会得した武術以外の多くの技術はほとんど一致している。大東流３大口伝の「つかみ手」は手首の経路・ツボを押さえ医療技術を応用した。「合気上げ」は五指を広げ気の力で腕力を使わずに相手の腕を上げる。万之丞の遺品『呪法』に武田が会得した九字護身法、合気不動縛り（不動金縛り法）、足止め術がある。気合術（気合・合気）と不動金縛り法は、信仰の有無以外に差はなく同じ技術であるという気合術文献がある。明治初期に修験は廃止され、自宅で怪我の後遺症に悩む農民の武田に、多彩で高度な技術を教えられる人物は、近村の万之丞以外に確認されていない。
万之丞の遺品写真に日誌・記録があったものの遺失した。遺品の陰陽道「安倍清明の式盤占い」の道具は珍しい。これは十二神将の朱雀（凶）・青龍（吉）・白虎（凶）・玄武（凶）などがあり、万之丞は青龍（吉）の霊符を与えた。幕末に藩士から会津藩の軍隊名を相談された可能性が高い。軍隊名は中国の故事から引用したといわれるが、四方の守護神ともいわれる。当時の会津で軍隊名と同じものを仕事に使っていたのは万之丞しか確認されていない。
易を商売にしなかった３人は明治の易聖・高島嘉右衛門、昭和の易聖・加藤大岳は易学者で会津本郷焼の窯元に生まれ、池月映は加藤の初の伝記を発表した。中川万之丞は「会津の易聖」で、偉人としての顕彰が期待される。